# Lee Byong-Uk
Lee Byong-Uk, född den 7 november 1954, är en nordkoreansk boxare som tog både OS-silver i lätt flugviktsboxning 1976 i Moskva och OS-brons i samma viktklass 1980 i Moskva. I semifinalen 1980 slogs han ut av Shamil Sabirov från Sovjetunionen, och fick därmed bronsmedaljen.